# (6166) Univsima
(6166) Univsima est un astéroïde de la ceinture principale.

## Description
(6166) Univsima est un astéroïde de la ceinture principale. Il fut découvert le 27 septembre 1978 à Nauchnyj par Lioudmila Tchernykh. Il présente une orbite caractérisée par un demi-grand axe de 3,00 UA, une excentricité de 0,08 et une inclinaison de 10,8° par rapport à l'écliptique.

## Compléments